# Rudolf Garrels
Rudolf Garrels (auch Rudolph oder Redolph Garrelts; * 1675 in Norden; † 9. Mai 1750 in Den Haag) war ein Schüler Arp Schnitgers, deutscher Orgelbaumeister und Holzschnitzer, der vorwiegend in den Niederlanden tätig war.

## Leben
Garrels wurde am 25. März 1675 in der Ludgeri-Kirche von Norden als Sohn des Bierbrauers Garrelt Harings und von Eske Christoffers getauft. 1697 ist sein Name als Geselle von Arp Schnitger im Zusammenhang des Neubaus der Orgel der Aa-kerk in Groningen nachgewiesen. 1709–11 übertrug Schnitger ihm den Bau der Orgel in Sneek. Möglicherweise war er aber auch schon vorher in der Hamburger Werkstatt für den berühmten Meister tätig. Nach dem Tod Schnitgers (1719) zog Garrels von Groningen nach Leiden, 1727 nach Den Haag. Am 27. April 1727 heiratete er die aus Delft stammende Jannetje van de Vijver. Die Ehe blieb kinderlos. Seine Grabstätte ist unbekannt.

## Werk
An Orgelneu- und Umbauten sind folgende Werke nachgewiesen:
| Jahr      | Ort            | Kirche              | Bild | Manuale | Register | Bemerkungen |
| --------- | -------------- | ------------------- | ---- | ------- | -------- | --- |
| 1713      | Eelde          | Hervormde Kerk      |      | I       | 8        | zusammen mit Johan Radeker; 1909 verkauft                                                                                        |
| 1716      | Zuidlaren      | Hervormde Kerk      |      |         |          | zusammen mit Johan Radeker; nicht erhalten                                                                                       |
| 1717–1718 | Anloo          | Magnuskerk          |      | II/p    | 17       | zusammen mit Johan Radeker; weitgehend erhalten                                                                                  |
| 1717–1719 | Groningen      | Lutherse Kerk       |      | II/P    | 23       | zusammen mit Johan Radeker Erweiterung um ein selbstständiges Pedal; 1896 ersetzt                                                |
| 1723–1724 | Den Haag       | Lutherse Kerk       |      | II/p    | 15       | Erweiterungs-Umbau |
| 1724–1726 | Den Haag       | Oud-Katholieke Kerk |      | II/p    | 17       | Prospekt erhalten; Pfeifenwerk und Windlade des Hauptwerks nach Vollenhove, Pfeifenwerk und Windlade des Rückpositivs nach Zeist |
| 1725–1727 | Maasland       | Hervormde Kerk      |      | II/p    | 18       | am 18. Juni 1945 verbrannt |
| 1729–1732 | Maassluis      | Grote Kerk          |      | III/P   | 42       | zum Teil erhalten |
| 1733–1735 | Leiden         | Marekerk            |      | II/P    | 22       | Überführung der kleinen Chororgel (mit älterem Pfeifenwerk um 1550) aus der Pieterskerk und Umbau; zum Teil erhalten             |
| 1738      | Sprang-Capelle | Hervormde Kerk      |      | II/P    | 28       | Reparatur der 1728 durch Thomas Houben für die Waalse Kerk in Dordrecht gebaute Orgel; 1869 nach Sprang überführt                |
| 1737–1742 | Purmerend      | Hervormde Kerk      |      | III/P   | 39       | Garrels übernahm etliche Register der Vorgängerorgel (um 1550); weitgehend erhalten.                                             |
| 1739–1742 | Utrecht        | Jacobikerk          |      | II/P    | 25       | Erweiterung um ein Oberwerk und Pedal                                                                                            |
| 1749      | Klundert       | Hervormde Kerk      |      | I/p     | 9        | 1945 zerstört |

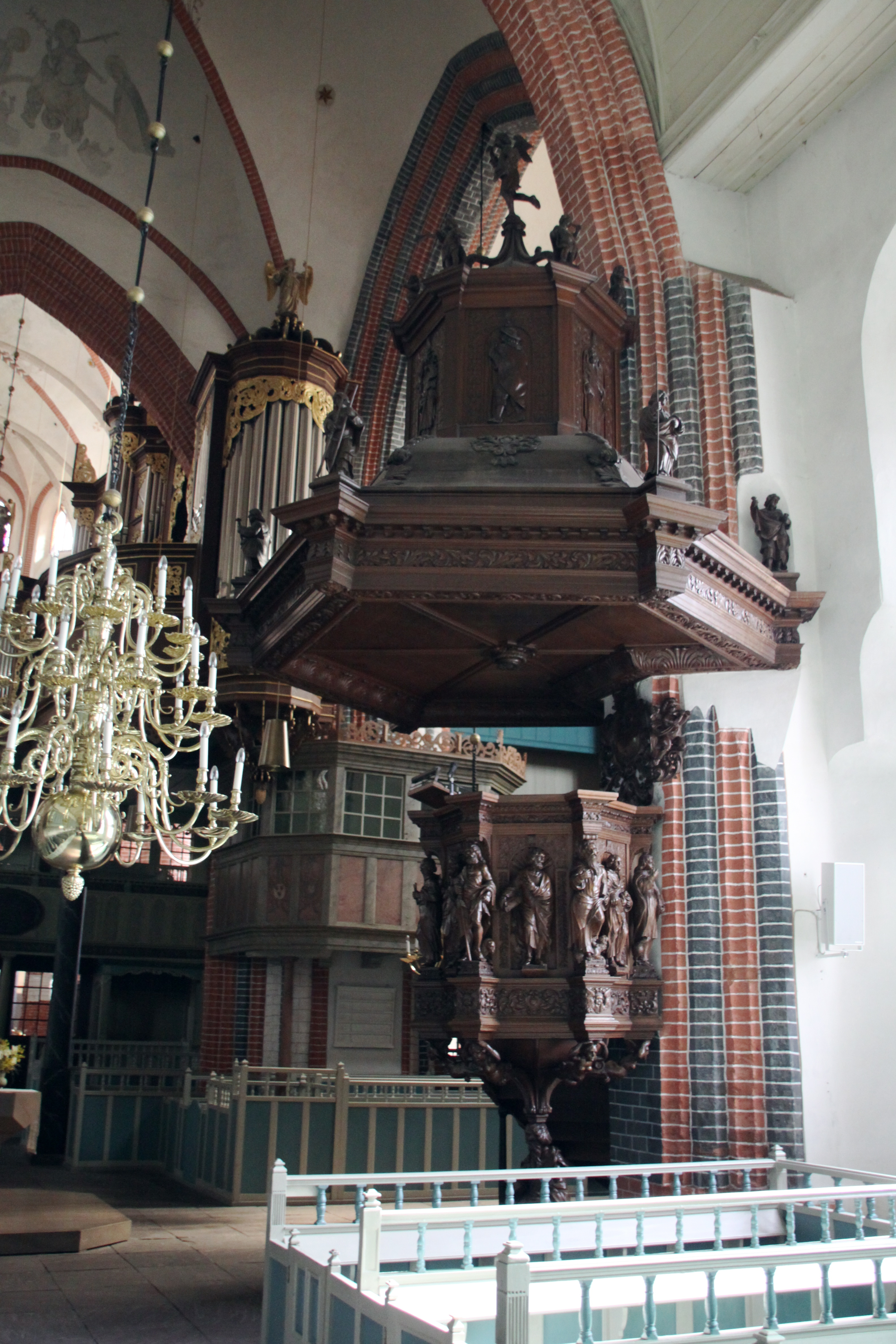
Kanzel in Norden (1712)

Zu seinen Arbeiten gehörte die Überholung der Orgel in Norden 1706 (nicht endgültig gesichert) und 1717. Für diese Kirche fertigte Garrels 1712 die prächtige Kanzel mit ihrem mächtigen Schalldeckel, die noch heute erhalten ist.